# Protestantisme in Nederland
Het protestantisme is een van de drie grote stromingen (rooms-katholicisme, oosters-orthodoxe kerken en protestantisme) binnen het christendom. Deze stroming is begonnen als een reactie tegen leerstellingen en praktijken in de middeleeuwse westerse Kerk in West-Europa in de vroege 16e eeuw die bekendstaat als de Reformatie. 
In Nederland is het gereformeerde protestantisme, dat is gebaseerd op het calvinisme, de dominante stroming binnen het protestantisme geworden. Daarnaast was het lutheranisme in Nederland eerder een belangrijke stroming binnen het protestantse christendom.

## Stromingen

### Gereformeerd protestantisme

Uitgebreid spectrum van de verschillende gereformeerden in Nederland vanaf 1816 tot 2006, met links extra de Evangelisch-Lutherse Kerk. De doorgaande verticale lijn stelt de Nederlandse Hervormde Kerk voor. Klik op het plaatje voor een vergroting.

Ontstaansgeschiedenis van kerken in Nederland

In 1571 werd in de Oost-Friese stad Emden de Nederduits Gereformeerde Kerk (NGK) gesticht. In de Tachtigjarige Oorlog werd het de publieke kerk van de Republiek der Zeven Verenigde Nederlanden. In de Zuidelijke Nederlanden, die niet door de Republiek werden beheerst (Vlaanderen, Brabant, het huidige Limburg, Waalse gebieden), werden aanhangers streng vervolgd, wat een vluchtelingenstroom naar het Noorden op gang bracht. De Waalse vluchtelingen stichtten hun eigen Waalse kerken, waar Frans de voertaal was. Deze Waals-gereformeerden onderscheidden zich zo van de Nederduits-gereformeerden, die Nederduits (Nederlands) als voertaal hadden.
Tijdens de Synode van Dordrecht van 1618 - 1619 vond de eerste afscheiding plaats: tijdens de synode werden tweehonderd predikanten uit het ambt gezet, waarop deze in Antwerpen de "Remonstrantse Broederschap" oprichtten.
In 1816 fuseren de Nederduits Gereformeerde Kerk en de Waalse Kerken tot de Nederlandse Hervormde Kerk. In de tweede helft van de negentiende eeuw gaan de tegenstellingen binnen de Nederlandse Hervormde Kerk steeds nadrukkelijker een rol spelen, er zijn grote verschillen in opvatting over de kerkelijke leer tussen vrijzinnigen en rechtzinnigen. De vooraanstaande dominee Abraham Kuyper weet een deel van de rechtzinnige onvrede te kanaliseren in de Doleantie van 1886, die leidt tot wederom een uittreden van grote groepen gelovigen uit de Nederlandse Hervormde Kerk en de oprichting van de Gereformeerde Kerken in Nederland, waarbij zich ook veel Afscheidingsgemeenten aansluiten.
Na de afscheiding van het meest conservatieve deel van de Gereformeerde Kerken in Nederland in de Vrijmaking van 1944, moderniseren de Gereformeerde Kerken in de jaren zestig en zeventig onder invloed van de maatschappelijke ontwikkelingen. De ontzuiling en het ideaal van oecumene leidt tot een begin van kerkelijke samenwerking tussen de Nederlandse Hervormde Kerk en de Gereformeerde Kerken in Nederland, de twee grootste gereformeerd-protestantse kerkgenootschappen. Dit Samen op Weg-proces verloopt moeizaam, maar mondt uiteindelijk uit in een fusie van beide kerken met de Evangelisch-Lutherse Kerk tot de Protestantse Kerk in Nederland (PKN) in 2004. De PKN is sindsdien het grootste gereformeerd-protestantse kerkgenootschap in Nederland. Nog altijd zijn er binnen dit kerkgenootschap grote onderlinge verschillen in opvattingen over de kerkelijke leer en praktijk. Deze verschillen leiden echter zelden tot conflicten omdat de kerkelijke gemeenten op plaatselijk niveau (in steden op wijkniveau) ieder wel voldoende homogeen in opvatting zijn.
In 1967 leidde een verschil in opvatting over de betekenis van de Vrijmaking van 1944 tot een verdere scheuring binnen de Gereformeerde Kerken vrijgemaakt (GKv) en tot het ontstaan van de Nederlands Gereformeerde Kerken (NGK). Een geleidelijke toenadering tussen GKV en NGK mondde in 2021 uit in het besluit tot een fusie; per 1 mei 2023 zijn beide kerkgenootschappen opgegaan in de Nederlandse Gereformeerde Kerken (eveneens afgekort als NGK).
Nog bestaande gereformeerd-protestantse kerkgenootschappen in Nederland zijn:
- Vanaf 1619: Remonstrantse Broederschap
- Vanaf 1869: Christelijke Gereformeerde Kerken
- Vanaf 1907: Gereformeerde Gemeenten
- Vanaf 1948: Oud Gereformeerde Gemeenten in Nederland
- Vanaf 1953: Gereformeerde Gemeenten in Nederland
- Vanaf 1980: Gereformeerde Gemeenten in Nederland (buiten verband)
- Vanaf 2004: Hersteld Hervormde Kerk
- Vanaf 2004: Protestantse Kerk in Nederland (PKN)
- Vanaf 2004: Voortgezette Gereformeerde Kerken in Nederland
- Vanaf 2007: Oud Gereformeerde Gemeenten buiten verband
- Vanaf 2023: Nederlandse Gereformeerde Kerken
- Vanaf 2024: Gereformeerde Kerken

### Lutheranisme
De lutherse kerk is voortgevloeid uit het werk en de leer van de hervormer Maarten Luther (1483-1546), die de aanzet gaf tot de reformatie. Ook in Nederland vond deze nieuwe stroming aanhangers, en werden er lutherse gemeentes gesticht. Toen de Nederduits Gereformeerde Kerk publiekelijk door de overheid werd bevoordeeld, was het lutheranisme, net zoals vele andere christelijke religies, verboden om kerkdiensten te houden. Eind 17e eeuw ontstonden er lutherse schuilkerken.
Er waren in Nederland 55 Lutherse gemeenten, met in totaal ruim 14.000 leden. Deze gemeenten behoorden tot de Evangelisch-Lutherse Kerk in het koninkrijk der Nederlanden (ELK), die in 2004 is opgegaan in de Protestantse Kerk in Nederland.

### Doopsgezinden
De Doopsgezinden vormen de Nederlandse tak van een van oorsprong radicaal reformatorische stroming van protestantse christenen, die zich afsplitste van de zwingliaanse reformatie, begin 16e eeuw, en die internationaal meestal als de stroming der mennonieten aangeduid wordt. Er waren in Nederland anno 2007 118 doopsgezinde “gemeenten” (logistiek verenigd in de Algemene Doopsgezinde Sociëteit), met 8362 (per 31 december 2007) leden (270 minder dan per eind 2006). Per eind 2008 was het aantal leden met bijna 400 afgenomen naar 7996. Eind 2009 telden zij nog 7649 leden. Ze zijn vooral te vinden in Friesland, de IJsselsteden, en (Noord-)Holland.